# Danh sách địa danh hành chính cấp tỉnh của Việt Nam theo nguồn gốc
Danh sách sau đây bao gồm các địa danh hành chính cấp tỉnh của Việt Nam theo nguồn gốc và năm xuất hiện địa danh.
| STT | Tên địa danh hành chính cấp tỉnh | Thông tin về nguồn gốc địa danh | Năm xuất hiện địa danh như hiện tại                                  | Năm xuất hiện địa danh với cấp đơn vị hành chính như hiện tại | Năm có địa giới như hiện tại |
| --- | -------------------------------- | --- | -------------------------------------------------------------------- | --- | --- |
| 1   | Hà Nội                           | - | -                                                                    | - | - |
| 2   | Hà Giang                         | - | -                                                                    | - | - |
| 3   | Tuyên Quang                      | - | -                                                                    | - | - |
| 4   | Cao Bằng                         | Tên gọi Cao Bằng (Cao Bình) được ghi trong sách Dư địa chí của Nguyễn Trãi viết năm 1435 | 1435: lộ Cao Bằng                                                    | 1831: tỉnh Cao Bằng | 1499: trấn Cao Bằng |
| 5   | Lạng Sơn                         | - | 1397: trấn Lạng Sơn                                                  | - | - |
| 6   | Bắc Kạn                          | - | -                                                                    | - | - |
| 7   | Thái Nguyên                      | - | -                                                                    | 1831: tỉnh Thái Nguyên | 1900 (chia tách tỉnh Bắc Kạn từ tỉnh Thái Nguyên)                                                                                 |
| 8   | Vĩnh Phúc                        | Tỉnh Vĩnh Phúc được thành lập trên cơ sở hợp nhất tỉnh Vĩnh Yên và Phúc Yên vào ngày 12 tháng 2 năm 1950 | 1950: tỉnh Vĩnh Phúc                                                 | 1950: tỉnh Vĩnh Phúc | 2008 (chuyển huyện Mê Linh về thành phố Hà Nội)                                                                                   |
| 9   | Phú Thọ                          | Tên tỉnh Phú Thọ xuất phát từ tên làng Phú Thọ thuộc tổng Yên Phú, huyện Sơn Vi, tỉnh Hưng Hóa, năm 1903 thị xã Phú Thọ được thành lập từ địa giới của làng này. Sau đó, Pháp chuyển tỉnh lỵ của tỉnh Hưng Hóa lên thị xã Phú Thọ và đổi tên tỉnh Hưng Hóa thành tỉnh Phú Thọ | 1903                                                                 | 1903 | 1891 (thành lập tỉnh Hưng Hóa mới, sau đổi thành tỉnh Phú Thọ, được coi là “ngày thành lập tỉnh Phú Thọ”)                         |
| 10  | Yên Bái                          | - | 1900                                                                 | 1900 | 1991 |
| 11  | Lào Cai                          | - | 1907                                                                 | 1907 | 2003 (chuyển huyện Than Uyên về tỉnh Lai Châu)                                                                                    |
| 12  | Lai Châu                         | - | -                                                                    | - | - |
| 13  | Điện Biên                        | - | -                                                                    | - | - |
| 14  | Sơn La                           | - | -                                                                    | - | - |
| 15  | Hòa Bình                         | - | -                                                                    | - | - |
| 16  | Quảng Ninh                       | - | -                                                                    | - | - |
| 17  | Bắc Giang                        | - | -                                                                    | - | - |
| 18  | Bắc Ninh                         | - | -                                                                    | - | - |
| 19  | Hưng Yên                         | - | -                                                                    | - | - |
| 20  | Hải Dương                        | - | -                                                                    | - | - |
| 21  | Hải Phòng                        | - | -                                                                    | - | - |
| 22  | Thái Bình                        | - | -                                                                    | - | - |
| 23  | Nam Định                         | - | -                                                                    | - | - |
| 24  | Hà Nam                           | - | -                                                                    | - | - |
| 25  | Ninh Bình                        | - | 1822 (đổi tên đạo Thanh Bình làm đạo Ninh Bình thuộc trấn Thanh Hoa) | 1831 (tỉnh Ninh Bình) | - |
| 26  | Thanh Hóa                        | - | 1029                                                                 | 1831 (tỉnh Thanh Hóa) | 1829 (tách đạo Ninh Bình ra khỏi trấn Thanh Hoa, gọi là trấn Ninh Bình)                                                           |
| 27  | Nghệ An                          | Danh xưng Nghệ An xuất hiện lần đầu tiên vào năm 1030 khi Lý Thái Tông cho đổi tên gọi Hoan Châu thành châu Nghệ An. | 1030 (châu Nghệ An)                                                  | 1831 (tỉnh Nghệ An) | 1831 (Minh Mệnh chia trấn Nghệ An thành 2 tỉnh: Nghệ An và Hà Tĩnh (ranh giới là sông Lam, địa giới hai tỉnh cơ bản như hiện tại) |
| 28  | Hà Tĩnh                          | - | 1831                                                                 | 1831 | 1831 |
| 29  | Quảng Bình                       | - | 1604                                                                 | 1831 | 1831 |
| 30  | Quảng Trị                        | - | 1802 (dinh Quảng Trị)                                                | 1832 (tỉnh Quảng Trị) | 1802 (dinh Quảng Trị) |
| 31  | Thừa Thiên Huế                   | - | 1831                                                                 | 1831 | 1831 |
| 32  | Đà Nẵng                          | - | -                                                                    | 1997 | 1997 |
| 33  | Quảng Nam                        | - | -                                                                    | - | - |
| 34  | Quảng Ngãi                       | - | -                                                                    | - | - |
| 35  | Bình Định                        | - | -                                                                    | - | - |
| 36  | Phú Yên                          | - | -                                                                    | - | - |
| 37  | Khánh Hòa                        | - | -                                                                    | - | - |
| 38  | Ninh Thuận                       | - | -                                                                    | - | - |
| 39  | Bình Thuận                       | - | -                                                                    | - | - |
| 40  | Kon Tum                          | - | -                                                                    | - | - |
| 41  | Gia Lai                          | - | -                                                                    | - | - |
| 42  | Đắk Lắk                          | - | -                                                                    | - | - |
| 43  | Đắk Nông                         | - | -                                                                    | - | - |
| 44  | Lâm Đồng                         | - | -                                                                    | - | - |
| 45  | Bà Rịa – Vũng Tàu                | - | -                                                                    | - | - |
| 46  | Đồng Nai                         | - | -                                                                    | - | - |
| 47  | Thành phố Hồ Chí Minh            | - | -                                                                    | - | - |
| 48  | Bình Dương                       | - | -                                                                    | - | - |
| 49  | Bình Phước                       | - | -                                                                    | - | - |
| 50  | Tây Ninh                         | - | -                                                                    | - | - |
| 51  | Long An                          | - | -                                                                    | - | - |
| 52  | Tiền Giang                       | - | -                                                                    | - | - |
| 53  | Bến Tre                          | - | -                                                                    | - | - |
| 54  | Đồng Tháp                        | - | -                                                                    | - | - |
| 55  | Vĩnh Long                        | - | -                                                                    | - | - |
| 56  | Trà Vinh                         | - | -                                                                    | - | - |
| 57  | Cần Thơ                          | - | 1876 (hạt Cần Thơ)                                                   | 1928 (thành phố Cần Thơ thời thuộc Pháp); 1972 (thành phố Cần Thơ thời chính quyền Mặt trận Dân tộc Giải phóng Miền Nam Việt Nam); 2003 (thành phố Cần Thơ - CHXHCN Việt Nam) | 2003 |
| 58  | An Giang                         | - | -                                                                    | - | - |
| 59  | Kiên Giang                       | - | -                                                                    | - | - |
| 60  | Hậu Giang                        | - | -                                                                    | - | - |
| 61  | Sóc Trăng                        | - | -                                                                    | - | - |
| 62  | Bạc Liêu                         | - | -                                                                    | - | - |
| 63  | Cà Mau                           | - | -                                                                    | - | - |